# Gloster IV
El Gloster IV fue un hidroavión de carreras biplano monomotor diseñado y producido por el constructor de aviación británico Gloster Aircraft Company.
En respuesta a un pedido del Ministerio del Aire británico por un hidroavión de alta velocidad para la carrera de 1927 del Trofeo Schneider, Gloster diseñó el Gloster IV; era una evolución del Gloster III, que había quedado segundo en la carrera de 1925. Henry Folland, diseñador jefe de Gloster, rediseñó el avión para minimizar su resistencia. Al igual que sus predecesores, el Gloster IV era de madera, con fuselaje monocasco y alas de un solo vano. Tanto las alas superiores como las inferiores eran de gaviota para minimizar la resistencia en la unión ala-fuselaje, mientras que se incorporaron radiadores en las superficies de las alas y en los flotadores.
En total, se construyeron tres aviones, con diferencias en la superficie de las alas y la disposición de la cola. Los tres realizaron sus primeros vuelos durante el verano de 1927. Un solo avión, el Gloster IVB, compitió en la carrera del Trofeo Schneider de 1927; sin embargo, se vio obligado a retirarse a mitad de la carrera debido a un fallo inminente del eje de la hélice. Los tres aviones construidos continuaron siendo utilizados como entrenadores por el Destacamento de Alta Velocidad durante varios años.

## Diseño y desarrollo
Durante el período de entreguerras, numerosas naciones aspiraron a competir por el prestigioso Trofeo Schneider. En busca de una participación competitiva para la carrera de 1927, el Ministerio del Aire británico se propuso presentar aviones con un rendimiento superior al de las últimas competiciones, durante las cuales los hidroaviones Curtiss estadounidenses superaron con creces a los participantes británicos en 1923 y 1925, mientras que ningún avión británico participó en la competición de 1926, que ganó el italiano Macchi M.39. Para ello, el Ministerio del Aire encargó el diseño y la producción limitada de hidroaviones de alta velocidad a numerosos fabricantes británicos, entre ellos Gloster, Supermarine (que produciría el S.5 ) y Shorts (que desarrolló el Crusader).
En aquel entonces, existía una importante divergencia de opiniones sobre si el avión de carreras óptimo debía ser un biplano o un monoplano; mientras que para 1927 los aviones de alta velocidad desarrollados en Alemania eran casi exclusivamente monoplanos, Francia y Gran Bretaña optaron por desarrollar configuraciones tanto biplano como monoplano para sus aviones de carreras. El diseñador jefe de Gloster, Henry Folland, decidió mantener la configuración biplano tras un exhaustivo estudio del asunto, centrado en tres áreas clave: velocidad, rigidez alar y aplicación a los requisitos de servicio. Ciertamente, la rigidez torsional, y por ende la resistencia al flameo indeseable, se conseguía considerablemente más fácilmente con una configuración biplano que con una monoplano. Gloster también tenía una larga reputación en la construcción de biplanos de alta velocidad.
Un aspecto clave del rendimiento que se valoró constantemente, independientemente de la configuración básica, fue la necesidad de minimizar la resistencia. Se reconoció que la mayor parte de la resistencia de la cabeza de la aeronave se debía a dos aspectos: el fuselaje y los flotadores. Se realizaron esfuerzos para minimizar estas áreas y revisar sus líneas para afinar su forma; este trabajo, según se informa, produjo una reducción del 45 % en comparación con la del Gloster III que había participado en la carrera de 1925. Además, las alas y el fuselaje se integraron suavemente, lo que no sólo redujo la resistencia, sino que también aumentó la sustentación en un 15 %. Estas reducciones, en combinación con otras mejoras como el aumento de la potencia del motor y la eficiencia de la hélice, supuestamente aumentaron la velocidad máxima potencial de la aeronave en 112 km/h.
La sección óptima del fuselaje, desde un punto de vista aerodinámico, no se prestaba a los enfoques de construcción convencionales, por lo que se buscó un equilibrio entre la forma aerodinámica y la facilidad de fabricación. La técnica de construcción empleada, conocida entre los constructores navales como el sistema de "doble diagonal", consistía en tablones de abeto bastante estrechos en ángulos de aproximadamente 45 grados desde la línea central, mientras que las plantas de los revestimientos gemelos se cruzaban en ángulo recto. Si bien la mayor parte del fuselaje tenía dos revestimientos, en las zonas que se esperaba que soportaran cargas elevadas se aplicaron más capas. Los empenajes, recubiertos de abeto laminado, formaban parte integral del fuselaje. El estabilizador de cola era de madera y se podía ajustar (en tierra) según las necesidades; estaba prácticamente integrado en el fuselaje.
El diseño del ala del Gloster IV fue algo heterodoxo, ya que el revestimiento externo formaba parte de la estructura sujeta a esfuerzos. Las secciones del perfil aerodinámico se construyeron utilizando prácticas de laminación similares a las del fuselaje. En concreto, el revestimiento se construyó sobre los largueros y se fijó a la estructura de múltiples largueros, los bordes de ataque y de salida, y las piezas intermedias de contorno, estas últimas utilizadas en lugar de las costillas tradicionales. Las alas demostraron ser particularmente resistentes, capaces de soportar una carga equivalente a 13 veces el peso del hidroavión antes de que se presentaran indicios de fallo; esto se consideró especialmente propicio para alcanzar altas tasas de aceleración.
El avión estaba equipado con un ala inferior de sección relativamente delgada, que también tenía una cuerda pequeña. Las raíces alares estaban curvadas de tal manera que podían encajar en el fuselaje con mínima interferencia. Otra medida para reducir la interferencia fue la colocación de todos los cables de arriostramiento que salían de las superficies alares en ángulos amplios. Además, estos cables de sustentación imponían una carga de compresión relativamente baja sobre los largueros superiores del ala. Se incorporó un novedoso sistema de amortiguación, compuesto por discos de goma estratégicamente ubicados, para evitar que los cables de aterrizaje se aflojaran o vibraran en momentos de baja carga.
Las alas llevaban grandes radiadores de superficie; desarrollados especialmente por Gloster, estos radiadores, compuestos por finas láminas de cobre corrugado, eran especialmente eficaces para prevenir el sobrecalentamiento del motor. Al colocarlos en ambas alas, una mayor proporción de los radiadores se mantenía en la corriente de aire generada por la hélice. El ala superior estaba encastrada en los bloques de cilindros del motor. La hélice, fabricada por Gloster, estaba compuesta de duraluminio forjado, lo que minimizaba la distorsión de las palas bajo carga.
El soporte del motor era particularmente rígido, compuesto por un par de soportes de motor de sección rectangular, compuestos de duraluminio y soportados por una serie de tubos de acero. No se realizó ninguna soldadura durante la fabricación; las uniones principales se realizaron con pernos de acero inoxidable. Justo debajo de los soportes del motor se encontraba el depósito de aceite y su refrigerador primario corrugado integrado (había refrigeradores auxiliares a los lados del fuselaje); su forma se adaptaba a los contornos del fuselaje circundante. Los siete depósitos de combustible de la aeronave se alojaban dentro del fuselaje; su tamaño se limitó para que pudieran introducirse y extraerse fácilmente a través de pequeñas aberturas, durante el mantenimiento.
El avión estaba equipado con flotadores de duraluminio que incorporaban un diseño de cubierta curva de un solo rediente. Eran relativamente delgados y cónicos para minimizar la resistencia, apoyados sobre dos pares de soportes que se encontraban en la línea central del fuselaje. Los dos flotadores estaban conectados entre sí mediante una serie de cables horizontales en lugar de puntales. Los soportes interalares se diseñaron para minimizar su área frontal, estando compuestos de duraluminio forjado aligerado. Todos los elementos de control eran internos; los alerones se accionaban mediante tubos de torsión que discurrían dentro del ala superior, mientras que los controles del elevador y del timón se encontraban dentro del fuselaje. Se instaló un mecanismo de engranaje variable personalizado que permitía al piloto ajustar las relaciones entre la columna de control y el movimiento final de la superficie de control, lo que permitía que los controles de vuelo se adaptaran bien tanto a alta como a baja velocidad.

## Historia operacional
Los tres Gloster IV volaron por primera vez entre julio y agosto de 1927, y los dos aviones de envergadura corta (el Gloster IVA y el IVB) se enviaron a Venecia en agosto de 1927. El Gloster IVB fue finalmente elegido para competir con los dos S.5 en la carrera, ya que el Crusader se estrelló debido a que sus cables de control se cruzaron al volver a ensamblarlo.
El 26 de septiembre de 1927, día de la carrera, el Gloster IVB, pilotado por el teniente de vuelo Samuel Kinkead, fue el primer avión en despegar, completando cinco vueltas antes de retirarse. La carrera fue ganada por el teniente de vuelo Sidney Webster, a los mandos del S.5. Tras una inspección, se descubrió que el eje de la hélice del Gloster presentaba una grieta grave y probablemente habría fallado si Kinkead no se hubiera retirado. Antes de su retirada, el Gloster IV había demostrado un rendimiento prometedor, alcanzando velocidades de vuelta más rápidas que el Supermarine S.5 de transmisión directa, aunque no el modelo con caja reductora del mismo avión.
Tras la carrera, los Gloster IVA y IVB regresaron al Reino Unido, donde se modificaron para mejorar la visibilidad del piloto elevando el ala superior y se utilizaron como entrenadores de alta velocidad. Se utilizaron para entrenar pilotos para la carrera de 1929. El IVB se estrelló durante un accidente al aterrizar en diciembre de 1930, y el IVA se volvió a utilizar como entrenador para la carrera de 1931. Mientras tanto, el Gloster IV original se vendió con la intención de convertirlo en un avión terrestre y utilizarlo para intentar batir el récord mundial de velocidad, pero estos planes fracasaron.

## Variantes
Gloster IV
Matrícula N224. Alas originales más grandes. Motor Napier Lion VIIA de 671 kW (900 hp) de transmisión directa.
Gloster IVA
Matrícula N222. Alas de envergadura reducida y cola modificada. Propulsado por un Lion VIIA de transmisión directa.
Gloster IVB
Matrícula N223. Alas de envergadura reducida y motor Napier Lion VIIB con caja reductora.

## Operadores
Reino Unido
- Real Fuerza Aérea

## Especificaciones (Gloster IVB)
Referencia datos: Gloster Aircraft since 1917, National Advisory Committee for Aeronautics

### Características generales
- Tripulación: Uno (piloto)
- Longitud: 8 m (26,3 ft)
- Envergadura: 6,9 m (22,6 ft)
- Altura: 2,8 m (9,2 ft)
- Superficie alar: 12,9 m² (138,9 ft²)
- Perfil alar: RAF25[27]
- Peso vacío: 1185 kg (2611,7 lb)
- Peso cargado: 1499 kg (3303,8 lb)
- Planta motriz: 1× motor lineal de 12 cilindros en W refrigerado por agua Napier Lion VIIB.
  - Potencia: 660 kW (910 HP; 897 CV)
- Hélices: Bipala de paso fijo

### Rendimiento
- Velocidad máxima operativa (Vno): 475 km/h (295 MPH; 256 kt)
- Velocidad de entrada en pérdida (Vs): 156 km/h (97 MPH; 84 kt)
- Alcance: 1 h 6 min

## Aeronaves relacionadas

### Desarrollos relacionados
- Gloster II
- Gloster III
- Gloster VI

### Aeronaves similares
- Supermarine S.5
- Macchi M.52